# 象棋王
《象棋王》是一套由中国制作的原创电视动画，出品者为鸿鹰动画。

## 剧情简介
本故事的主角是名为聂无悔的少年。他起初不会下象棋，因机缘接触，渐渐发现了自己对象棋的兴趣，从爷爷、公园下棋叔叔等长辈身上勤奋学习，锻炼和精进自己的棋艺，并在象棋比赛中认识努力学习棋艺的同伴，战胜怀有敌意的对手，最终入选国家代表队，挑战世界强手，一步步走上成为“象棋王”的理想路道。

## 登场角色

### 东区小组
| 角色   | 敘述 | 配音                                        |
| 聂无悔 | 年龄：12 岁。性别：男。身高：156 cm。体重：45 kg。 本作主角，东方小学六年级（3）班的学生，东区小组的队长，象棋选手。所属代表队：长海市选拔小组（东区小组）。 性格直率，个性阳光，功课平平，拥有一头黄色乱发。在学校的朋友是同学大柱和邻居小珊，还有喜欢自己的黄豆豆。喜欢歪着头颅思考事情，除了吃甜甜圈，没有什么特殊爱好。后来却加入东方小学象棋社，爱上下象棋。 迷上象棋后，他常常做关于中国古代战争的梦。虽然没特别专长，但在对弈时的专注和勇敢表现却吸引着小珊。喜欢黄豆豆。 后来加入长海市选拔小组东区小组，作为东区代表队的成员兼队长，参加全国象棋大赛。 | 孙畅（中国内地，官话） 张预东（香港，粤语） |
| 大柱   | 年龄：12 岁。性别：男。身高：165 cm。体重：63 kg。 东方小学六年级（3）班的学生，东区小组的成员，象棋选手。所属代表队：长海市选拔小组（东区小组）。 体型胖胖，个性老实可靠，是无悔的同班同学，二人还是好友和好搭档。右手带着电子表。嗜好是吃零食，还很喜欢尝试新零食产品。不爱运动，体育课堂时会悄悄坐在操场边偷懒。脑袋会不时钻出鬼主意，并自以为是万全之策，但没有一次成功过。 熟悉中国历史，暗恋小珊。 后来加入长海市选拔小组东区小组，作为东区代表队的成员，参加全国象棋大赛。                                                                               | 吕佩玉（中国，官话） 伍秀霞（香港，粤语）   |
| 封平   | 年龄：12 岁。性别：男。身高：173 cm。体重：50 kg。 北方小学6年级组冠军，东区小组的成员，象棋选手。所属代表队：长海市选拔小组（东区小组）。 黄豆豆的表哥，个性单纯善良，为人内敛。然而有旁人看不到的执着与倔强。外貌清秀俊郎，留着盖耳的长发。喜欢看古象棋书，尤其是清朝的《梅花谱》，拥有直逼高中组的実力。 封家是象棋世家，父亲与祖父都是国家级选手 后来加入长海市选拔小组东区小组，作为东区代表队的成员，参加全国象棋大赛。 | 夏磊（中国，官话） 梁伟德（香港，粤语）     |
| 黄豆豆 | 年龄：12 岁。性别：女。身高：155 cm。体重：47 kg。 东方小学六年级（2）班的学生，东区小组的成员，象棋选手。所属代表队：长海市选拔小组（东区小组）。 为人体贴贤慧，既文静又可爱，而且成绩很好，总是排名全校的前三名。她对无悔很好，时常安慰和鼓励无悔，无悔也喜欢她。她身旁常常有两个闺蜜女同学围着。 是千金小姐，父亲是国内知名玩具公司的老板，住在大别墅里，有专车接送。 曾与赖章对决。后来加入长海市选拔小组东区小组，作为东区代表队的成员，参加全国象棋大赛。                                                                                                 | 罗玉婷（中国，官话） 曾佩儀（香港，粤语）   |
| 小珊   | 年龄：12 岁。性别：女。身高：152 cm。体重：42 kg。 东方小学六年级（3）班的学生，东区小组的成员，象棋选手。所属代表队：长海市选拔小组（东区小组）。 为人活泼好动，带点暴力，戴着眼镜，长相像邻家女孩般，也是无悔自小相识的邻居。常常想找无悔外出玩耍，却失败而归。喜欢发明新口味甜甜圈，希望可以讨好无悔，并因此找大柱作白老鼠试味。 害羞时会脸红，跟大柱欢喜冤家般吵闹，对无悔单相思。是黄豆豆的好朋友。 后来加入长海市选拔小组东区小组，作为东区代表队的成员，参加全国象棋大赛。                                                                               | 李敏妍（中国，官话） 鄭麗麗（香港，粤语）   |
| 赖章   | 年龄：11 岁。性别：男。身高：150 cm。体重：43 kg。 东方小学五年级（3）班的学生，东区小组的成员，象棋选手。所属代表队：长海市选拔小组（东区小组）。 个子矮矮，留着西瓜头，戴粗框眼镜，看起来有点自傲的样子。 象棋社的成员，比无悔等人少一岁。棋艺不错，是东方小学五年级组的冠军。下棋的思路是跳跃型，容易急躁，因此有时会在重要关头犯错。 喜欢逞口言之强，常常扬言要打败学校6年级组冠军，然后称霸全校，平时也会嘲笑他人，被同学戏称作「赖帐」。 后来加入长海市选拔小组东区小组，作为东区代表队的成员，参加全国象棋大赛。                                         | 骆妍倩（中国，官话） 雷碧娜（香港，粤语）   |

## 制作人员
- 出品人：谢台春
- 制片人：詹明宪
- 导演：谢台春
- 策划：林健峰、詹明宪
- 技术顾问：新井丰（日本）
- 象棋顾问：胡荣华、单霞丽
- 棋局指导：葛维浦
- 剧本统筹：林健峰
- 编剧：吴健
- 前期资料统筹：谢富美
- 3D导演：黄韦中
- 音乐导演：吴正思
- 配音导演：吕佩玉
- 导演助理：钱珺
- 剪辑：马如意

## 各集列表
| 集數   | 中国内地版標題         | 香港版標題 | 串流版標題     |
| ------ | ---------------------- | ---------- | -------------- |
| 第1集  | 第一手！               | 初生之犢   | 棋盘展开       |
| 第2集  | 心赛吧，无悔！         | 潛龍勿用   | 初局战败       |
| 第3集  | 无悔和象棋             | 命運之輪   | 校内选拔（上） |
| 第4集  | 无悔，新的决定！       | 見龍在田   | 校内选拔（下） |
| 第5集  | 欧阳叔平其人           | 葫蘆棋聖   | 拜师学棋       |
| 第6集  | 无悔，入室弟子？       | 神遇之着   | 想像斗争       |
| 第7集  | 不要气馁，无悔！       | 驕兵必敗   | 市赛开始       |
| 第8集  | 东方小学的无悔         | 披甲上陣   | 先发制人       |
| 第9集  | 无悔，命运的一步棋     | 棋逢敵手   | 强争事态       |
| 第10集 | 无悔决战的尽头！       | 局外有局   | 市胜取得       |
| 第11集 | 无悔的假日             | 中正有慶   | 敌友㯒识       |
| 第12集 | 他的名字叫马奕光       | 兇光乍現   | 实情曝露       |
| 第13集 | 聂华与象棋             | 鴻鵠承志   | 真实之门       |
| 第14集 | 被选中的无悔           | 金榜點名   | 预备大赛       |
| 第15集 | 无悔，前往强化集训     | 自勝者強   | 龙神集训       |
| 第16集 | 封平，觉醒之龙         | 伏龍覺醒   | 伏龙觉醒       |
| 第17集 | 棋手棋魔               | 將棋棋魔   | 世界棋魂       |
| 第18集 | 无悔的命运之棋         | 戰場若夢   | 马象车兵       |
| 第19集 | 聂鸣，走向彼岸         | 舉棋無悔   | 全国大赛       |
| 第20集 | 快跑，无悔，去朋友身边 | 朋友有信   | 永不放弃       |
| 第21集 | 马天之影               | 龍躍在淵   | 终战开始       |
| 第22集 | 马天和马奕光           | 行險徼幸   | 控制利用       |
| 第23集 | 马奕光的烦恼           | 以棋明志   | 我爱象棋       |
| 第24集 | 向胜利进军吧，无悔！   | 揚善之心   | 全力以赴       |
| 第25集 | 激战，无悔！           | 大義背親   | 象棋心门       |
| 第26集 | 无悔，走向象棋的未来   | 飛龍在天   | 举棋无悔       |

## 动画音乐

### 片头曲(OP)
歌名：《棋王》
- 歌：信乐团
- 作词：方文山，作曲：司徒松，编曲：司徒松

### 片尾曲(ED)
歌名：《画香》
- 歌：徐嘉兴
- 作词：周昊，作曲：周昊、徐嘉兴，编曲：周昊、徐嘉兴

## 得奖
- 中国动漫金龙奖最佳动画短片奖铜奖。